# 田明雲
田 明雲（チョン・ミョンウン、전명운、1884年6月25日 - 1947年11月19日）は朝鮮の独立運動家。雅名は竹嵒。本貫は潭陽田氏。1908年に元駐日アメリカ外交官であり李氏朝鮮の外交顧問だったダーハム・W・スティーブンスを張仁煥と共に暗殺したことで知られている。

## 生涯

### 生い立ち
漢城府（現韓国ソウル特別市）出身。京畿高等学校を卒業後、1903年にアメリカ合衆国ハワイに移民し、1904年にサンフランシスコに移住した。サンフランシスコでは安昌浩などが組織した。ベイエリアの韓国系アメリカ人団体である共立協会会員として活動した。

### ダーハム・W・スティーブンスの暗殺
詳細は「ダーハム・W・スティーブンス」も参照
1908年3月、韓国の民衆は日本が韓国への影響力を増していることを歓迎しているとスティーブンスが主張したことに激怒して、共立協会は大同保国会（Daedong Bogukhoe）と共同で会議を開いた。なお、大同保国会はその地域にあった別の韓国系団体であり、張仁煥が所属していた。この会議に出席していた共立協会の一員Yang Ju-eunは後に1974年のインタビューで、田明雲は共立協会で活動家として評判だったと証言した。張仁煥を物静かで内気なクリスチャンの紳士と述べたのとは対照的だった。
同年3月22日、前述の会議で選出された4人の韓国系アメリカ人がサンフランシスコのフェアモント・ホテルを訪れた。ニューヨーク・タイムズの報道によると、リーダーのアール・リーはホテルに滞在していたスティーブンスに質問し、新聞の声明は本当にスティーブンスによるものなのか、日本人は韓国人を抹殺しようとしてはいないのか、スティーブンスに尋ねた。彼は2つの質問を肯定した。続けて、韓国から遠すぎるので政府の正確な状況がわからないのだろうとリーに告げた。これを聞いて、4人はスティーブンスを椅子で殴り倒し、彼は後退して壁を背にし、救援の到着を待った。韓国の参考資料ではやや記述が異なり、報道されたスティーブンスの発言に激怒した共立協会は大同保国会（Daedong Bogukhoe）と共同で抗議のための4人代表団を構成したが、スティーブンスは代表の抗議に屈せず、争いとなったという。
翌日の3月23日、田明雲と張仁煥はサンフランシスコ港でスティーブンスに接近した。スティーブンスはワシントンD.C.行きの船に乗船する準備をしているところだった。田明雲はハンカチで包んだ回転式拳銃でスティーブンスを撃とうとしたが不発だった。そこで、駆け寄って銃を鈍器代わりに使用しスティーブンスの顔を殴った。田明雲は逃走し、スティーブンスに追跡された。そこで張仁煥はスティーブンスに発砲した。1発目は田明雲に当たり、残り2発はスティーブンスの背に当たった。集まった群衆は田明雲と張仁煥をその場で私刑にすべきだと主張した。張仁煥は殺人罪で逮捕され保釈なしで留置されたが、田明雲は治療のため病院に送られた。韓国の参考資料によると、襲撃時スティーブンスは日本人総領事と同行していた。また、張仁煥は田明雲とは別にスティーブンスを襲撃しにきたと書かれている。
スティーブンスが病院で死亡した後、田明雲はスティーブンス襲撃の動機について詳細に書かれた陳述書を提供した。その中で彼は、「アメリカ人として、正義のためにスティーブンスに期待していた」韓国人の信頼は裏切られたと断言し、日本の支配下にある韓国人の状態をスティーブンスが偽ったことへの怒りを表現するためには死も厭わないと意志表明した。この陳述は翻訳され、サンフランシスコの新聞社サンフランシスコ・コールが最初に出版した。
当時僑民は誠金を集めて ネイサン・コプルランを弁護士に選任した。この時通訳を李承晩に要請したが、クリスチャンであるから殺人犯の弁護はできないと断わられ、留学生であった申興雨が引き受けた。田明雲と張仁煥が共謀した証拠は不十分だった。田明雲は暗殺を企てたとして告発されていたが、最終的には無罪放免となった。

### 暗殺後の生活と晩年
張仁煥の裁判進行中にウラジオストクへしばらく移住してから、サンフランシスコに帰還し、マック・フィールズ(Mack Fields)と改名して 1920年結婚、帰化した。末年はロサンゼルスでランドリーを運営しており、生活は苦しかった。
1947年11月19日、心臓病のためロサンゼルスで生涯を終えた。
1962年、大韓民国の大韓民国国家報勲処より建国勲章大統領章を授与された。

## 家族
- 妻：조순희 (? - 1981)[要出典]
- 娘：田敬英 (1924 - ?)[要出典]